# Krčma kod Đure Seljaka
Krčma kod Đure Seljaka je bio hrvatski punk rock sastav. Poznati što su izvodila isključivo svoje pjesme. Probili su okvire lokalne scene. Stekli su pozornost na hrvatskoj rock pozornici. Djelovali su tijekom 80-ih godina 20. stoljeća. Nastali pod utjecajem novog vala. Privukli su pozornost omladinskih medija te im je izašao intervju u Poletu, imali su intervju na Radio Splitu 1982. godine. U Kninu su nastupili na nekoliko koncerata i na lokalnim seoskim gitarijadama. U Splitu su nastupili na Dalmatinskim omladinskim rock susretima 1982. i 1983. godine. Demo-kaseta im je puštena na Polet-placu u Studentskom centru u Zagrebu. U Poletu su dobili dobru recenziju 1983., bolju nego npr. Plavi orkestar koji tad također bio u početku rada. 1983. godine organizirali su gitarijadu u galeriji na Tvrđavi. Sastav je najveću slavu imao u Kninu i Splitu, i Zagrebu. Prijelomni trenutak karijere koji sve slične bendove zahvati došao je i do Kninjana. Sastav nije preživio taj prijelom. Krajem ljeta 1983. svi su članovi morali otići na obvezno odsluženje vojnog roka. Poslije odsluženja 1984., sastav se nije vratio radu, zbog odlaska članova na studij u različite i udaljene gradove. Saksofonist je otišao studirati u Split i poslije je svirao u Đavolima, a vođa sastava na studij u Zagreb. Basista i bubnjara život je odveo u Beograd. 1985. godine bio je konačni kraj sastava.
Članovi sastava bili su: Goran Knežević "Gogi" - lider grupe, gitara i vokal, Aco Bjedov "Ćimbre" - bas, Igor Kmetić "Truba" - saksofon, Nikita Opačić - bubnjevi.